# فرانسوا دروله
فرانسوا دروله (فرانسوی: François Drolet‎؛ زادهٔ ۱۶ ژوئیهٔ ۱۹۷۲) اسکیت‌باز سرعت اهل کانادا است.